# 維生工資
維生工資（英語：living wage）是指一個勞工為了支付生活開銷（包含食、衣、住、行）的所需的最低收入，往往比最低工資高。在英國及瑞士，維生工資的標準是每週工作40個小時所能獲得的工資，不含額外的收入。

## 另見
- 基本工資
- 無條件基本收入

## 外部連結
- Rerum Novarum, Official Text （页面存档备份，存于）
- Living Wage Calculator （页面存档备份，存于） comparing minimum wage, living wage, and poverty wage for New York City
- 中的“維生工資”
- aselsan mühendis maaşları （页面存档备份，存于互联网档案馆）

1. ↑  . www.hkctu.org.hk.   [2020-01-21]. （原始内容存档于2021-01-25） （中文（繁體））.